# Parapsoriasis
En medicina, el término parapsoriasis se utiliza para designar a un grupo de enfermedades de la piel que se caracterizan por la aparición de lesiones diseminadas, tanto en el tronco como en las extremidadas en forma de placas ertiematoescamosas o papuloescamosas. Es poco frecuente y afecta prefrentemente a adultos, recibe su nombre porque algunas de las características de las lesiones pueden recordar a la psoriasis, aunque es otra enfermedad diferente.

## Historia
El término parapsoriasis fue creado en el año 1902 por el gran dermatólogo Louis Brocq. Su intención era agrupar un conjunto de dermatosis diferentes que presentaban algunas características comunes, entre ellas la evolución crónica, resistencia al tratamiento, analogías histológicas cuando se observavan biopsias al microscopio  y la existencia de formas de paso entre una y otra. Al ser todas ellas enfermedades eritematosas y escamosas, las clasificó en un apartado contiguo a las psoriasis y las llamó parapsoriasis, nombre que puede resultar confuso pues no tienen relación con la psoriasis, aunque el aspecto de las lesiones puede recordarla.

## Clasificación
Se distinguen dos formas principales:
- Parapsoriasis en pequeñas placas.
- Parapsoriasis en grandes placas. Incluye la parapsoriasis retiforme que ha recibido diferentes nombres (parapsoriasis variegata, paraqueratosis veteada, parapsoriasis atrófica de Brocq y paraqueratosis variegata).[5]

## Etiología
La causa no está totalmente aclarada, pero se cree que al menos la parasoriasis de grandes placas puede deberse a una proliferación clonal de linfocitos T CD4+, por lo que se considera una fase precoz o inicial de micosis fungoide a la que puede evolucionar a lo largo de los años.
Las formas en pequeñas placas se consideran benignas y se cree pueden estar originadas por una respuesta de hipersensibilidad frente al estímulo persistente de determinados antígenos.

## Tratamiento
No existe un tratamiento único que pueda aplicarse a todos los casos de parapsoriasis, antes de recomendar el tratamiento más adecuado para cada caso concreto es preciso evaluar las circunstancias, tipo de afección, extensión de la enfermedad, existencia de otras enfermedades o alergias etc. En general el tratamiento más utilizado es la aplicación local de corticoides en forma de pomada o crema y la fototerapia.